# 22º Corpo d'armata (Russia)
Il 22º Corpo d'armata (in russo 22-й армейский корпус?, 22-j armejskij korpus; unità militare 73954) è un corpo d'armata delle Forze terrestri russe, subordinata alla 18ª Armata combinata del Distretto militare meridionale e con base a Sinferopoli, capitale della de facto Repubblica russa di Crimea dal 2014. Il corpo è parte costituente delle forze terrestri della Flotta russa del Mar Nero.

## Storia
Il 22º Corpo d'armata è stato costituito il 1º dicembre 2016, dopo l'annessione della Crimea da parte della Russia. Il corpo comprende unità delle truppe costiere della Flotta del Mar Nero, e fa parte del Distretto militare meridionale.
La 126ª Brigata difesa costiera era stata riorganizzata da una precedente formazione ucraina nel dicembre 2014, entrando a far parte del corpo.
Nel febbraio e marzo 2022 il corpo ha svolto un ruolo di primo piano nell'invasione dell'Ucraina, operando nell'Ucraina meridionale. Nel febbraio 2023 il comandante dell'83º Battaglione genio del corpo d'armata, maggiore Aleksandr Bataev, è stato ucciso in azione. Nell'agosto dello stesso anno, sulla base del corpo, è stata formata la 18ª Armata combinata. Ciò è avvenuto come parte di una riforma più ampia del Ministero della difesa russo volta a spogliare la Marina russa delle unità terrestri, in questo caso la Flotta del Mar Nero. Con la costituzione dell'armata, il comandante del 22º Corpo, il tenente generale Arkadij Marzoev, è stato nominato comandante di quest'ultima. Nel dicembre 2024, membri della 127ª Brigata ricognizione stavano operando verso la regione di Cherson.

## Ordine di battaglia
- 126ª Brigata difesa costiera delle guardie "Gorlovka" (unità militare 67606)
- 127ª Brigata ricognizione (unità militare 87714)[9]
- 8º Reggimento artiglieria delle guardie (unità militare 87714)
- 1096º Reggimento missilistico contraereo (unità militare 83576)
- 1253º Reggimento fucilieri motorizzato (unità militare 29684)
- 4º Reggimento difesa NBC (unità militare 86862)
- 83º Battaglione genio

## Comandanti
- Tenente generale Andrej Kolotovkin (2017 - 2018)
- Tenente generale Konstantin Kastornov (2018 - 2020)
- Maggiore generale Denis Ljamin (2020 - 2021)
- Tenente generale Arkadij Marzoev (2021 - 2023)[10]